# Салфер-Рок (Арканзас)
Салфер-Рок (англ. Sulphur Rock, Arkansas) — город, расположенный в округе Индепенденс (штат Арканзас, США) с населением в 421 человек по статистическим данным переписи 2000 года.

## География
По данным Бюро переписи населения США город Салфер-Рок имеет общую площадь в 3,37 квадратных километров, водных ресурсов в черте населённого пункта не имеется.
Салфер-Рок расположен на высоте 99 метров над уровнем моря.

## Демография
По данным переписи населения 2000 года в Салфер-Роке проживал 421 человек, 113 семей, насчитывалось 169 домашних хозяйств и 178 жилых домов. Средняя плотность населения составляла около 127,6 человек на один квадратный километр. Расовый состав Салфер-Рока по данным переписи распределился следующим образом: 97,39 % белых, 2,61 % — представителей смешанных рас. Испаноговорящие составили 2,14 % от всех жителей города.
Из 169 домашних хозяйств в 28,4 % — воспитывали детей в возрасте до 18 лет, 56,8 % представляли собой совместно проживающие супружеские пары, в 8,3 % семей женщины проживали без мужей, 33,1 % не имели семей. 29,6 % от общего числа семей на момент переписи жили самостоятельно, при этом 21,3 % составили одинокие пожилые люди в возрасте 65 лет и старше. Средний размер домашнего хозяйства составил 2,49 человек, а средний размер семьи — 3,09 человек.
Население города по возрастному диапазону по данным переписи 2000 года распределилось следующим образом: 25,9 % — жители младше 18 лет, 9,3 % — между 18 и 24 годами, 24,5 % — от 25 до 44 лет, 23,8 % — от 45 до 64 лет и 16,6 % — в возрасте 65 лет и старше. Средний возраст жителей составил 38 лет. На каждые 100 женщин в Салфер-Роке приходилось 95,8 мужчин, при этом на каждые сто женщин 18 лет и старше приходилось 91,4 мужчин также старше 18 лет.
Средний доход на одно домашнее хозяйство в городе составил 30 000 долларов США, а средний доход на одну семью — 37 375 долларов. При этом мужчины имели средний доход в 25 417 долларов США в год против 17 426 долларов среднегодового дохода у женщин. Доход на душу населения в городе составил 13 309 долларов в год. 6,3 % от всего числа семей в округе и 10,6 % от всей численности населения находилось на момент переписи населения за чертой бедности, при этом 9,6 % из них были моложе 18 лет и 31,3 % — в возрасте 65 лет и старше.